# Гемінг(7,4)

Графічне подання 4 бітів даних інформації D1-D4 і 3 бітів парності Р1-Р3

В теорії кодування, метод Гемінг(7,4) — лінійний код, що кодує чотири біта даних в сім бітів, додавши три біта для підтвердження парності. Він є членом великої родини кодів Гемінга, але термін код Гемінга часто посилається на цей метод, який Річард Гемінг відкрив у 1950 році. Працюючи у компанії Bell Labs, Гемінг постійно стикався з помилками читання перфокарт, тому й почав працювати над кодом, що виправляє ці помилки.
Код Гемінга додає три додаткові біти парності на кожні чотири біта даних повідомлення. Алгоритм Гемінг(7,4) може виправляти всі одно-бітові помилки. 

## Мета
Метод Гемінг(7,4) створює ряд бітів парності, які накладаються таким чином, що одно-бітова помилка (біт, дзеркально відображений в значенні) у біті даних або біті парності може бути виявлена і виправлена. 
Гемінг(7,4) створює набір з 3-х бітів парності так, щоб при втраті інформації при передачі можна було відновити один з 4х бітів інформації.
| Біт #                 | 1                     | 2                     | 3                     | 4                     | 5                     | 6                     | 7                     |
| Переданий біт         | {\displaystyle p_{1}} | {\displaystyle p_{2}} | {\displaystyle d_{1}} | {\displaystyle p_{3}} | {\displaystyle d_{2}} | {\displaystyle d_{3}} | {\displaystyle d_{4}} |
| --------------------- | --------------------- | --------------------- | --------------------- | --------------------- | --------------------- | --------------------- | --------------------- |
| {\displaystyle p_{1}} | Так                   | Ні                    | Так                   | Ні                    | Так                   | Ні                    | Так                   |
| {\displaystyle p_{2}} | Ні                    | Так                   | Так                   | Ні                    | Ні                    | Так                   | Так                   |
| {\displaystyle p_{3}} | Ні                    | Ні                    | Ні                    | Так                   | Так                   | Так                   | Так                   |
Ця таблиця описує, які біти парності перекривають біти даних. Наприклад, p2 забезпечує рівну парність для бітів 2, 3, 6, і 7, d1 покритий p1, і у p2, але не p3

## Багаторазові бітові помилки

Помилка у біті 4 та 5 представлена (показано в синьому тексті) з порушенням парності тільки в зеленому колі (показано в червоному тексті)

Очевидно, що в даному методі можуть бути виправлені тільки одно-бітові помилки. Альтернативно, коди Гемінга можуть використовуватися, щоб виявити одно- і дво-бітові помилки. У діаграмі поруч були дзеркально відображені біти 4 і 5. Це призводить тільки до однієї помилки парності (в зеленому колі), але така помилка є невідновлювальною.
Однак Гемінг(7,4) і подібні коди Гемінга не можуть розрізняти одно- і дво-бітові помилки. Тобто дво-бітові помилки виявляються як одно-бітові. Якщо корекція помилок буде виконуватися на дво-бітові помилку, то результат буде неправильним.

Так само метод Гемінг(7,4) не може виправити трьох-бітові помилки. Розгляньте схему: якби біт в зеленому колі (забарвлений в червоний) дорівнював 1, перевірка парності повернула б нульовий вектор, вказавши, що немає ніякої помилки в кодовій комбінації.

## Кодові комбінації
Оскільки метод Гемінг(7,4) містить лише 4 біта даних, є тільки 16 можливих переданих слів. Біти даних показані в синьому; біти парності показані в червоному, і додатковий біт парності, показаний в зеленому:
| Дані {\displaystyle ({\color {blue}d_{1}},{\color {blue}d_{2}},{\color {blue}d_{3}},{\color {blue}d_{4}})} | Гемінг(7,4) | Гемінг(7,4)                           | Гемінг(7,4) з додатковим бітом парності (Гемінг(8,4)) | Гемінг(7,4) з додатковим бітом парності (Гемінг(8,4))         |
| Дані {\displaystyle ({\color {blue}d_{1}},{\color {blue}d_{2}},{\color {blue}d_{3}},{\color {blue}d_{4}})} | Слово {\displaystyle ({\color {red}p_{1}},{\color {red}p_{2}},{\color {blue}d_{1}},{\color {red}p_{3}},{\color {blue}d_{2}},{\color {blue}d_{3}},{\color {blue}d_{4}})} | Діаграма                              | Слово {\displaystyle ({\color {red}p_{1}},{\color {red}p_{2}},{\color {blue}d_{1}},{\color {red}p_{3}},{\color {blue}d_{2}},{\color {blue}d_{3}},{\color {blue}d_{4}},{\color {green}p_{4}})} | Діаграма                                                      |
| --- | --- | ------------------------------------- | --- | ------------------------------------------------------------- |
| 0000 | 000000 | Hamming code for 0000 becomes 0000000 | 0000000 | Hamming code for 0000 becomes 0000000 with extra parity bit 0 |
| 1000 | 1110000 | Hamming code for 1000 becomes 1000011 | 11100001 | Hamming code for 1000 becomes 1000011 with extra parity bit 1 |
| 0100 | 1001100 | Hamming code for 0100 becomes 0100101 | 10011001 | Hamming code for 0100 becomes 0100101 with extra parity bit 1 |
| 1100 | 011100 | Hamming code for 1100 becomes 1100110 | 0111000 | Hamming code for 1100 becomes 1100110 with extra parity bit 0 |
| 0010 | 0101010 | Hamming code for 0010 becomes 0010110 | 01010101 | Hamming code for 0010 becomes 0010110 with extra parity bit 1 |
| 1010 | 101010 | Hamming code for 1010 becomes 1010101 | 1010100 | Hamming code for 1010 becomes 1010101 with extra parity bit 0 |
| 0110 | 110110 | Hamming code for 0110 becomes 0110011 | 1101100 | Hamming code for 0110 becomes 0110011 with extra parity bit 0 |
| 1110 | 0010110 | Hamming code for 1110 becomes 1110000 | 00101101 | Hamming code for 1110 becomes 1110000 with extra parity bit 1 |
| 0001 | 1101001 | Hamming code for 0001 becomes 0001111 | 11010010 | Hamming code for 0001 becomes 0001111 with extra parity bit 0 |
| 1001 | 001001 | Hamming code for 1001 becomes 1001100 | 0010011 | Hamming code for 1001 becomes 1001100 with extra parity bit 1 |
| 0101 | 010101 | Hamming code for 0101 becomes 0101010 | 0101011 | Hamming code for 0101 becomes 0101010 with extra parity bit 1 |
| 1101 | 1010101 | Hamming code for 1101 becomes 1101001 | 10101010 | Hamming code for 1101 becomes 1101001 with extra parity bit 0 |
| 0011 | 100011 | Hamming code for 0011 becomes 0011001 | 1000111 | Hamming code for 0011 becomes 0011001 with extra parity bit 1 |
| 1011 | 0110011 | Hamming code for 1011 becomes 1011010 | 01100110 | Hamming code for 1011 becomes 1011010 with extra parity bit 0 |
| 0111 | 0001111 | Hamming code for 0111 becomes 0111100 | 00011110 | Hamming code for 0111 becomes 0111100 with extra parity bit 0 |
| 1111 | 111111 | Hamming code for 1111 becomes 1111111 | 1111111 | Hamming code for 1111 becomes 1111111 with extra parity bit 1 |